# デリオン
デリオンは、日本の青森県八戸市に本社があるデーリー東北新聞社のマスコットキャラクター。

## 概要・設定
「デーリー東北＋ライオン」だから「デリオン」。
記者を数年経験後、マスコットキャラクターを兼務するようになった。
頭の模様は、スクラップした新聞。子どものころ、新聞が好きになり、たてがみに切り抜きを貼り付け始めたのがきっかけ。
　　　　　　　　　　　　　　　　　　　　　　　　　　　　　　　　　　　　　　　　　　　　　　　　　　

## プロフィール
- 誕生日 - 12月15日（生まれた年は明らかにしていない）
- 年齢 - 30歳くらい
- 性別 - 男性（オス？）
- 身長・体重 - 日によって変わるらしい（推定160 - 200 cm、40 - 100キロ）

twitterなどに「昨日と大きさが違う」などの目撃談がアップされている。自身のインタビューでも否定はせず、事実上変化があることを認めている。
- その他 - 1人で歩けない？　歩くときは大概付き添いが一緒にいる。そのため、「デリオン目が見えてないのでは」疑惑がSNS上で浮上している。

## 歴史
- 2017年（平成29年）12月15日 - マスコットキャラクターに任命
- 2018年（平成30年）1月1日 - 紙面デビュー
- 2020年（令和2年）8月 - デーリー東北のテレビCMに記者役で出演

## 仕事
- 八戸市などの幼稚園、保育園に出向き、園児らとダンスやクイズを楽しむ。園児らとは声を出して会話する。ほかの場面では、あまり声を発しないようだ。
- 地元のプロスポーツチーム（ヴァンラーレ八戸＝サッカーJ3、東北フリーブレイズ＝アイスホッケー、青森ワッツ＝バスケB2）を応援。スポンサーのデーリー東北が主催するゲームでは試合会場を訪れ、各チームとのコラボグッズ販売などに一役買う。
- 2020年10月からはtwitter、instagram、facebookのアカウントを次々と立ち上げた。アップしている内容は、デーリー東北とはほぼ直接関係ないことも多い。

## 関連グッズ
- 缶バッジ、シール、クリアファイル、ノート、Ｔシャツを販売。